# Royalston
Royalston és una població dels Estats Units a l'estat de Massachusetts. Segons el cens del 2000 tenia 1.254 habitants.

## Demografia
Segons el cens del 2000, Royalston tenia 1.254 habitants, 449 habitatges, i 330 famílies. La densitat de població era d'11,6 habitants/km².
Dels 449 habitatges en un 36,1% hi vivien nens de menys de 18 anys, en un 61,7% hi vivien parelles casades, en un 7,1% dones solteres, i en un 26,5% no eren unitats familiars. En el 20,5% dels habitatges hi vivien persones soles el 7,1% de les quals corresponia a persones de 65 anys o més que vivien soles. El nombre mitjà de persones vivint en cada habitatge era de 2,79 i el nombre mitjà de persones que vivien en cada família era de 3,27.
Per edats la població es repartia de la següent manera: un 29,1% tenia menys de 18 anys, un 5,8% entre 18 i 24, un 29,9% entre 25 i 44, un 25,4% de 45 a 60 i un 9,8% 65 anys o més.
L'edat mediana era de 38 anys. Per cada 100 dones de 18 o més anys hi havia 110,2 homes.
La renda mediana per habitatge era de 44.444 $ i la renda mediana per família de 51.818$. Els homes tenien una renda mediana de 36.328 $ mentre que les dones 27.361$. La renda per capita de la població era de 18.297$. Entorn del 5,4% de les famílies i el 8,7% de la població estaven per davall del llindar de pobresa.